# Too Much of Heaven
Too Much of Heaven è il terzo singolo degli Eiffel 65 ad essere estratto da Europop, album di esordio del gruppo del 1999, pubblicato come singolo nel 2000.

## Descrizione
La canzone parla degli svantaggi dell'essere troppo avidi. È stata descritta dal sito Pitchfork come "il primo esempio di rap con Auto-Tune": Gabry Ponte ha detto che, nella composizione del brano, gli Eiffel 65 si sono ispirati alla canzone Believe di Cher, che nel 1998 rese popolare l'uso dell'Auto-Tune.
Nel 2022 il gruppo Boomdabash ha pubblicato il singolo Heaven contenente un campionamento della nota canzone degli Eiffel 65.

## Tracce
CD Maxi
1. Too Much of Heaven (Radio Version) – 3:30
2. Too Much of Heaven (Album Mix) – 5:17
3. Hyperlink (Deep Down) – 4:57

12" Maxi Hot Tracks
1. Too Much of Heaven (DJ Gabry Extended Mix) – 7:02
2. Too Much of Heaven (DJ Gabry Ponte Club Remix) – 4:54
3. Too Much of Heaven (Album Version) – 7:02
4. Too Much of Heaven (Futuristic R&B Slice) – 4:54

## Classifiche
| Classifica | Posizione massima |
| ---------- | ----------------- |
| Italia     | 2                 |